# طارق السعيد
طارق السعيد محمد على عبده الشهير بطارق السعيد ولد عام 1979 في الرابع من يوليو. أمضي حياته الكروية بين قمم الاندية المصرية نادي الزمالك ومن بعدها نادي الأهلي المصري.
حصد مع الزمالك بطولة الدورى العام المصري (2000/2001 & 2002/2003 & 2003/2004), كاس مصر (1998/1999), افرقيا لابطال الكؤوس 2000, افرواسيوى (1997/1998), البطولة العربية 2003, والسوبر المصري السعودي 2003.
شارك مع المنتخب المصري في مباريات عديدة وكان أشهرها تسجيله هدفين في المباراة التاريخية مع الجزائر عام 2002 بتصفيات كأس العالم.
وصل طارق السعيد لأوج نجوميته حينما احترف بفريق آندرلخت البلجيكي وعاد بعدها بفترة ليست بالقصيرة الي مصر بنادي الزمالك ليواصل مشواره المحلي ولكن الإصابة منعته من العودة الي مستواه السابق مع ناديه الزمالك وفي هذه الفترة أيضاً شهد الزمالك حالة من عدم الاستقرار الامر الذي حدا باللاعب بالتفكير في عرض النادي الاهلي وقبوله وسط حالة من الذهول من جماهيره الزملكاوية.
قدم طارق السعيد مستوي جيد مع النادي الاهلي حينما شارك في مشواره الأفريقي وساهم بالاحتفاظ بدرع الدوري مع زملائه وأيضاً سافر مع الفريق الي اليابان ليحوز النادي الاهلي المركز الثالث عالمياً في كأس العالم للأندية.
بدأت الإصابة في التهام عمر طارق السعيد الكروي مما حدا به للتفكير جدياً في الاعتزال حفاظاً على تاريخه وجاء القرار صعباً ولكن في موعده حينما أعلنها مع الكابتن أحمد شوبير في برنامج الدرجة الثالثة.
طارق فاز بلقب هداف الدوري عام 2001.
أشتهر طارق السعيد بلقب ريفالدو الكرة المصرية وكان يلعب في مركز الوسط المهاجم ومركز الجناح الايسر.
يشغل حالياً طارق منصب منسق فني في النادي الاهلي

## روابط خارجية
- طارق السعيد على موقع الاتحاد الدولي (مؤرشف)  (الإنجليزية)
- طارق السعيد على موقع الاتحاد الأوربي (الإنجليزية)
- طارق السعيد على موقع قاعدة بيانات كرة القدم.إي يو (الإنجليزية)
- طارق السعيد على موقع ناشيونال فوتبول تيمز (الإنجليزية)
- طارق السعيد على موقع كووورة